# Halvemaantjesmos
Halvemaantjesmos (Lunularia cruciata) is een levermossoort uit de halvemaantjesmosfamilie (Lunulariaceae).

## Determinatie
Halvemaantjesmos is een thalleus levermos dat matten kan vormen. Het ontwikkelt aan beide zijden lichtgroene, ietwat glanzende thalli, die ongeveer 5 cm lang en 1 cm breed zijn. Het groeit vaak in uitgestrekte dekens en zit vast op het substraat. Kenmerkend zijn de halvemaanvormige broedbekers, waaraan het mos zijn naam dankt. Ze bevatten talrijke broedlichamen waarmee het mos zich vegetatief kan voortplanten.

## Ecologie
Halvemaantjesmos groeit op basische, vochtige, kalkrijke, eutrofe, vaak tegen vorst beschermde locaties en koloniseert zowel grond als gesteente (het is bijvoorbeeld niet ongewoon op muren). Het komt echter ook veel voor langs beken en rivieren, in kassen, tuinen en parken. Halvemaantjesmos wordt gevonden tussen het plaveisel in oude binnensteden, in muurvegetatie, langs oevers van rivieren en op paden van oude kwekerijen en landgoederen. 

## Verspreiding
Halvemaantjesmos komt veel voor in West-Europa, waar het inheems is in de regio rond de Middellandse Zee. In Nederland komt het vrij algemeen voor. Het werd waarschijnlijk in de 19e eeuw geïntroduceerd vanuit het Middellandse Zeegebied.
Het komt ook veel voor in Californië, waar het nu "wild" groeit, en het staat bekend als een geïntroduceerd onkruid in tuinen en kassen in Australië. In Noord-Amerika groeit de soort alleen in een steriele vorm.

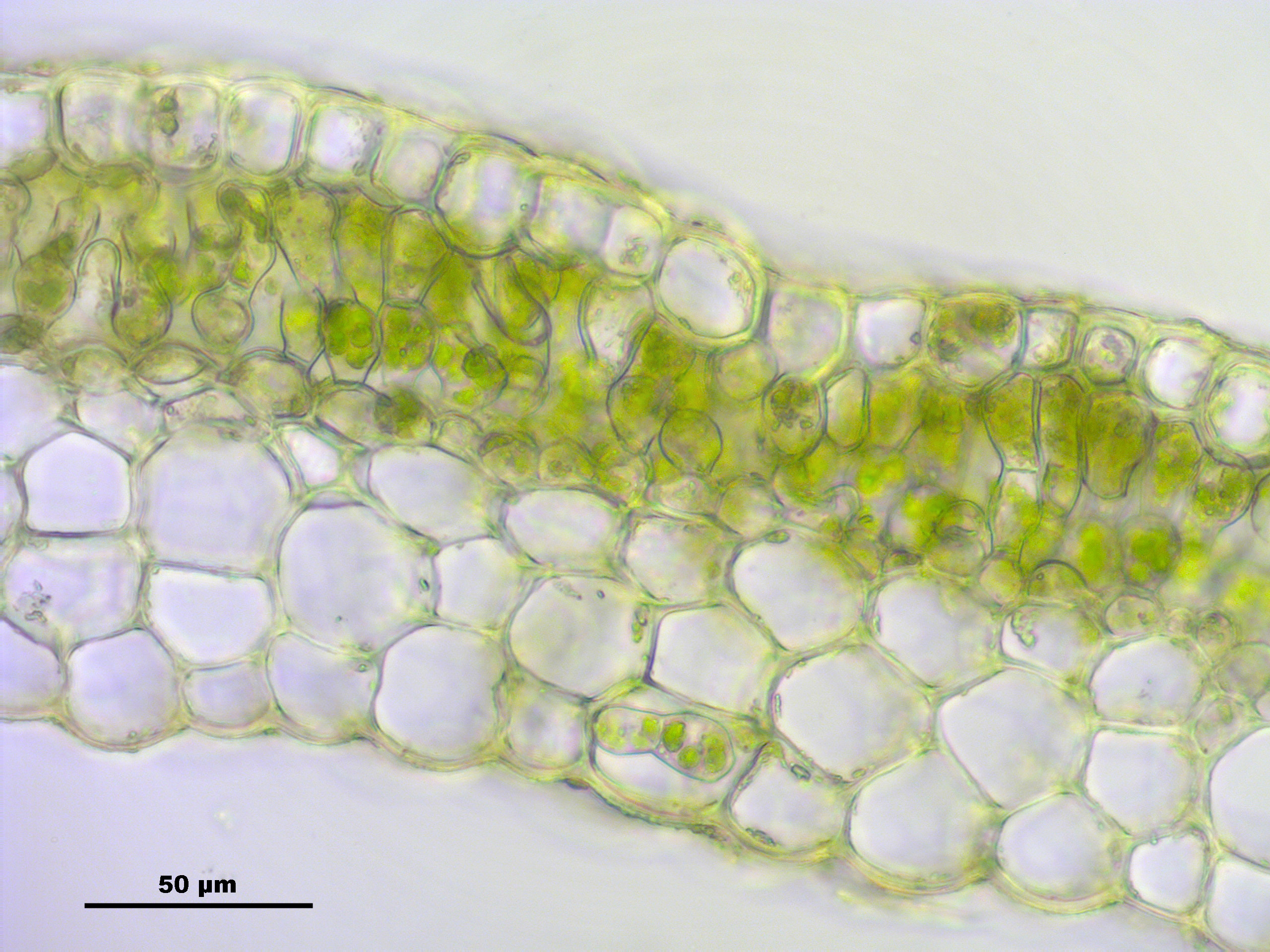
Thallus-doorsnede
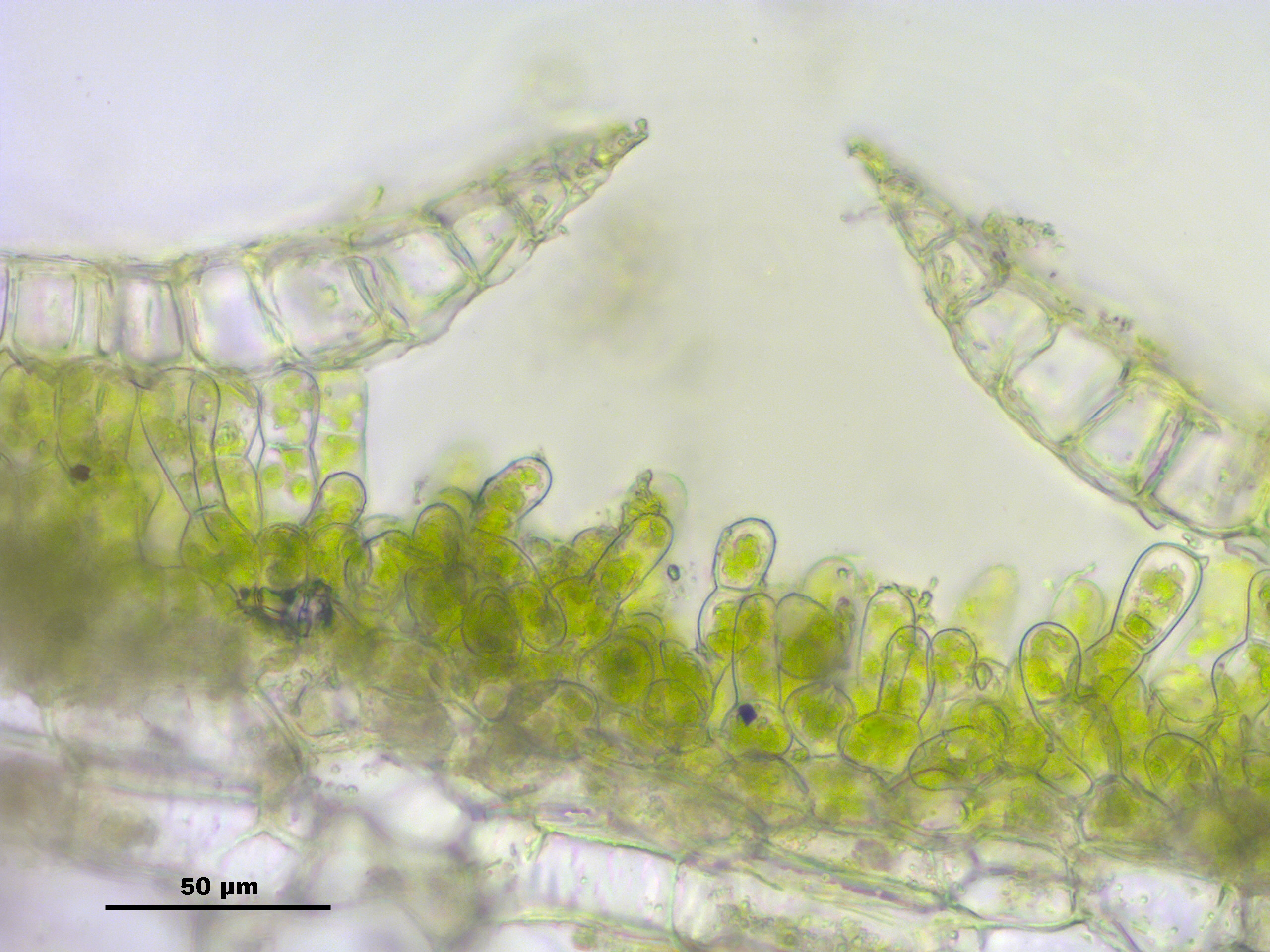
Thallus-doorsnede
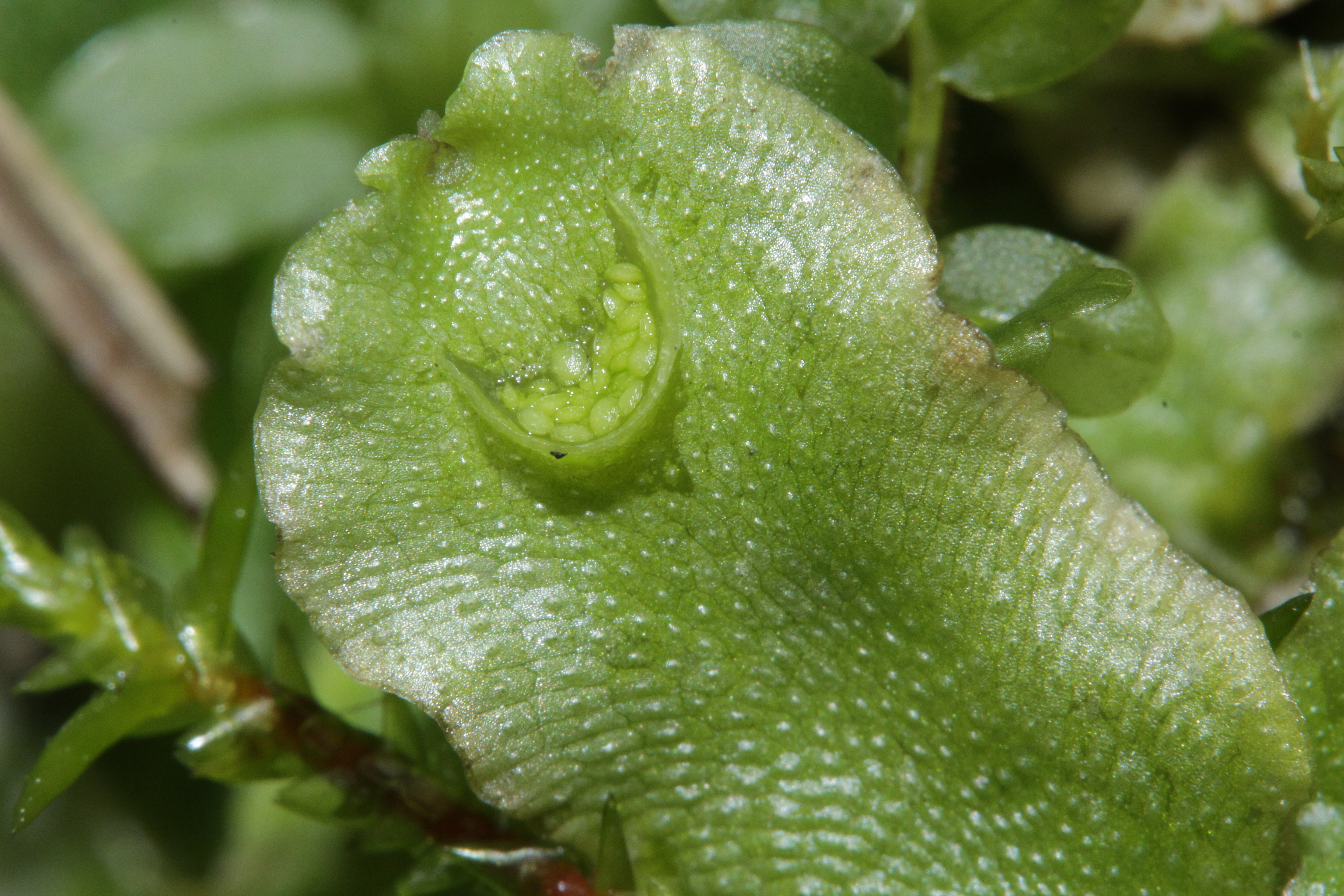
Broedbeker